# Mortier Type 98 320 mm
Le mortier Type 98,320 mm (九八式臼砲  Kyūhachi-shiki-kyūhō signifiant mortier Type 98) était une pièce d'artillerie à tir courbe utilisée par l’armée impériale japonaise durant la Seconde Guerre mondiale, spécialement durant la Bataille d'Iwo Jima. La désignation Type 98 indique que cette pièce d'artillerie a été acceptée par l'Armée en l'an 2598 du calendrier japonais, soit 1938 de notre calendrier grégorien.

## Conception
Le mortier Type 98 de 320 mm était une arme rustique et assez insolite généralement utilisée en situation défensive. Ce mortier était de type « spigot », c'est-à-dire que contrairement aux mortiers traditionnels, le projectile enveloppe le lanceur qui est alors réduit à une simple tige-guide.
Le lanceur consistait en un cylindre en acier de 25,6 cm de diamètre pour 80,5 cm de haut avec une cavité usinée dans sa partie supérieure, fixé sur une plaque en acier, le tout reposant sur une base faite de trois couches de poutres en bois. Le projectile, en forme de fusée, mesurait 1,52 m de haut et 320 mm de diamètre pour un poids total de 306 kg, il était transportable en trois parties : ogive, corps et empennage, et assemblé avant le tir. Celui-ci venait s'adapter autour et au-dessus du tube lanceur. Le lanceur était posé sur un monticule de terre incliné pour absorber l'important recul du tir. Cinq à six tirs pouvaient être effectués avant de rendre la plateforme de lancement inutilisable.

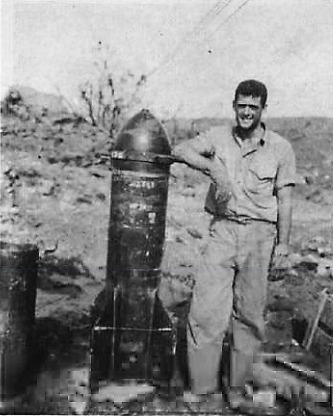
Projectile de mortier Type 98 capturé à Iwo Jima

La portée de chaque tir, bien que limitée en raison du poids du projectile, pouvait être modifiée en ajustant la taille de la charge propulsive. La mise à feu était déclenchée par un système d'allumage électrique directement vissé dans un emplacement sur le haut du projectile. Le lanceur était posé sur un emplacement fixe ayant un angle constant de 45 ° et des ajustements mineurs en azimut de l'ordre de 16 ° pouvaient être effectués en desserrant les boulons de la plaque du lanceur.

## Engagements
Cette arme fut utilisée pour la première fois durant l'invasion de Bataan (janvier - avril 1942),, pour le pilonnage des troupes américaines, par la suite durant la bataille d'Imphal en Inde (mars - juillet 1944) et de façon plus intensive durant les batailles d'Iwo jima (février - mars 1945) et d'Okinawa (avril - juin 1945).

### Bataan
Après l'échec de la première attaque contre les forces américaines et philippines retranchées dans Bataan, l'Armée impériale japonaise dépêcha sur place une forte concentration d'artillerie pour venir à bout des fortifications alliées. Pas moins de 200 pièces d'artillerie de calibres 75 mm, 100 mm, 150 mm, 240 mm et 320 mm furent utilisées. Le pilonnage commença le 3 avril 1942 à 9 h 00, jusqu'à 15 h 00 pour laisser la place à l'infanterie. Les défenseurs américains épuisés par plusieurs mois de combats acharnés, sujets aux maladies et à la malnutrition, furent rapidement débordés. La péninsule de Bataan fut alors prise en moins d'une semaine.
Durant cette période, dans une utilisation offensive, les mortiers spigot Type 98 de 320 mm regroupés au sein des 14e bataillon indépendant de mortier (16 pièces sous le commandement du Major Tanaka) et 15e bataillon indépendant de mortier (8 pièces commandés par le Lt. Col. Yoshida), tirèrent plus de 175 projectiles.

### Imphal
Il semble qu'au moins un mortier type 98 fut utilisé par les forces japonaises contre les britanniques durant cette bataille. Une base de lancement et deux projectiles furent acheminés à travers les montagnes de Arakan pour pilonner Kohima et White city[Laquelle ?]. Les troupes britanniques surnommèrent ce mortier coal scuttle (« seau à charbon »).

### Iwo Jima
Durant la bataille d'Iwo Jima, les rôles furent inversés : les Japonais étaient retranchés en position de défense face à une force d'invasion américaine. Douze mortiers Type 98 appartenant au 20e bataillon indépendant de mortiers, sous le commandement du capitaine Mitsuo Mizutari, furent déployés pour la défense de l'île. Les Type 98 étaient mis en place dans des emplacements enterrés, camouflés, avec des renforcements en béton armé pour les servants.
Le commandement japonais pensait que l'utilisation la plus efficace de ces unités était d'en faire une arme de guerre psychologique pour effrayer les soldats ennemis plus que de causer des pertes,. Le projectile de 306 kg produisait un cratère de 2,5 m de profondeur pour 4,5 m de large mais causait peu de pertes en raison de sa faible fragmentation. Le Général Robert E. Cushman, qui commandait le 2e bataillon du 9e corps de l'USMC à Iwo Jima, rappelle dans ses souvenirs que c'était surtout l'imprécision du Type 98 qui était la plus terrifiante :
« You could see it coming but you never knew where the hell it was going to come down » (« Vous pouviez les voir venir mais vous ne saviez jamais où diable ils allaient tomber »).
Utilisés en grand nombre, les projectiles du Type 98 produisaient un bruit énorme et caractéristique : Les US Marines surnommèrent alors ces engins Buzz bombs, Ghost bombs ou encore Screaming Jesus.
L'on peut apercevoir des soldats japonais utilisant un mortier Type 98 dans une scène du film de Clint Eastwood retraçant la bataille du point de vue japonais : Lettres d'Iwo Jima.

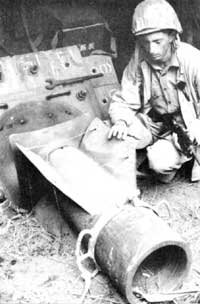
US Marine examinant un mortier Type 98 et sa base de lancement à Iwo Jima. Le projectile n'a pas son ogive.

### Okinawa
Lors de l'invasion d'Okinawa durant l'Opération Iceberg, les US Marines furent confrontés à 24 mortiers Type 98 du 1er bataillon indépendant de mortier.